# حميد سليمان عبد الله
حميد سليمان عبد الله (من مواليد 5 أبريل 1973) هو سياسي تنزاني ونائب الرئيس الثاني لزنجبار من 2020. تم ترشيحه من قبل الرئيس حسين مويني ليصبح عضوا في مجلس نواب زنجبار.